# Половецкий язык
Полове́цкий язы́к (кипчако-половецкий, западно-кипчакский, куманский) — язык половцев (куманов, западных кыпчаков), живших в степи между Дунаем и Волгой в XI—XIV веках.
Относится к половецко-кыпчакской подгруппе кыпчакской группы тюркских языков. Сведения о языке половцев даёт латино-персидско-куманский словарь и грамматика начала XIV века «Кодекс Куманикус».
Из современных языков наиболее близкими к половецкому считаются ногайский, казахский, башкирский, крымскотатарский, караимский, крымчакский, татарский, карачаево-балкарский и кумыкский языки, в особенности мишарский (западный) диалект татарского языка.
Последний носитель языка Иштван Варро умер в 1770 году.

## Образец текста
Молитва «Отче наш»:
Atamïz, kim köktäsen! alɣïšlï bolsun seniŋ atïŋ!

Kelsin seniŋ χanlïχïŋ, bolsun seniŋ tilemegiŋ nečik kim köktä, alley yerdä!

Kündegi ötmäkimizni bizgä bügün bergil.

Daɣï yazuqlarmïznï bizgä bošatqïl, nečik biz bošatïrbiz bizgä yaman etkenlergä.

Daɣï yekniŋ sïnamaqïna bizni küvürmägil, basa barča yamandan bizni qutχarɣïl. Amen.